# Splash Screen

Splash Screen von Inkscape mit Logo und Versionsangabe

Als Splash Screen (deutsch (informell): Startbildschirm) bezeichnet man einen grafischen Platzhalter, der während des Ladens oder Startens eines Computerprogramms erscheint.
Während Splash Screens in Anwendungen, die für textbasierte Betriebssysteme wie DOS oder für Smartphones und Tablets geschrieben wurden, oft den gesamten Bildschirm einnehmen, füllen Desktop-Anwendungen in grafischen Benutzeroberflächen meist nicht den gesamten Bildschirm aus, sondern werden oft in einem rechteckigen Bereich in der Bildschirmmitte angezeigt.
Der Splash Screen eines Betriebssystems nimmt jedoch meist den gesamten Bildschirm ein und wird „Bootscreen“ genannt.

## Zweck
Ein Splash Screen wird meist von Computerprogrammen verwendet, die nach dem Starten eine gewisse Zeit benötigen, bis sie bereit zur Bedienung durch den Anwender sind. Der Splash Screen informiert den Anwender darüber, dass das Programm gerade geladen oder gestartet wird. Dadurch erhält der Anwender sofort nach dem Starten des Programms (z. B. durch Anklicken des Programmsymbols mit der Maus) eine erste Rückmeldung des Programms und muss sich nicht fragen, ob das Programm überhaupt startet. Typischerweise verschwindet der Splash Screen, wenn das Hauptfenster des Programms erscheint.
Machen kleinere Programme auch von Splash Screens Gebrauch, geschieht das meist aus marketingstrategischem Hintergrund: Das Produkt soll mit einem Splash Screen Assoziationen herstellen oder wecken, indem ihm schon vorab ein farbliches oder designtechnisches Klischee aufgespielt wird. Nutzer, die z. B. Ubuntu kennen, werden sich als Erstes an Orange-Violette-Töne erinnern, wohingegen Microsoft Word oder Fedora als blaues Produkt wahrgenommen wird. Auch Google nutzt dieses Prinzip.
Obwohl ein Splash Screen von vielen Anwendern und Entwicklern eher als eine Spielerei eingestuft wird, wird ab Version 6.0 der Java Runtime Environment die Anzeige eines Splash Screens nativ unterstützt, damit der Anwender bereits eine Rückmeldung des Programms sieht, bevor die Klassen für die grafische Benutzeroberfläche geladen wurden, die sonst für einen Splash Screen notwendig wären. Dies unterstreicht, wie wichtig ein Splash Screen für die gefühlte Reaktionszeit eines Programms ist.